# Рожиська липа
Рожи́ська ли́па — ботанічна пам'ятка природи місцевого значення в Україні. Розташована на території Тернопільського району Тернопільської області, в селі Рожиськ, на території господарського двору.
Площа — 0,01 га. Статус надано згідно з рішенням Тернопільської обласної ради від 14.07.2011 року, № 1217.